# Matha, Charente-Maritime
Matha är en kommun i departementet Charente-Maritime i regionen Nouvelle-Aquitaine i västra Frankrike. Kommunen ligger i kantonen Matha som ligger i arrondissementet Saint-Jean-d'Angély. År 2022 hade Matha 2 202 invånare.
Dess invånare kallas på franska Mathaliennes (f) och Mathaliens (m).

## Befolkningsutveckling
Antalet invånare i kommunen Matha

## Läge
Matha ligger 80 km öster om La Rochelle som är huvudstad i Charente-Maritime och 44 km väster om Angoulême som är huvudstad i departementet Charente. Byn ligger också 23 km norr om Cognac som är nästa stad i departementet Charente. Matha ligger 30 km nordöst om Saintes och 50 km öster om Rochefort som är de två andra huvudorterna i Charente-Maritime. Byn ligger 18 km öster om Saint-Jean-d'Angély.
Matha ligger vid den lilla floden Antenne som är en biflod till Charente. Matha är beläget mellan de gamla provinserna Saintonge och Angoumois som framför allt är ett slättlandskap med viktiga vingårdar med konjakproduktion.

## Näringsliv
Byn är ett litet industrisamhälle med AGROMA, en fabrik som tillverkar jordbruksmaskiner för den svenska svensk koncernen Ålö. I byn finns en möbelfabrik, en fabrik för konjakstillverkning samt silor.
Byn är också handelsplats med ett köpcentrum och den har också omfattande turism på grund av sina två romanska kyrkor, sitt slott från medeltiden och sin läge vid en trevlig dal, Antennesdalen.